# Viniște, Montana
Viniște (în bulgară Винище) este un sat în comuna Montana, regiunea Montana,  Bulgaria. 

## Demografie
Componența etnică a satului Viniște
     Bulgari (91,83%)
     Romi (6,12%)
     Nicio identificare (2,04%)
     Altele (0%)
La recensământul din 2011, populația satului Viniște era de 294 locuitori. Din punct de vedere etnic, majoritatea locuitorilor (91,83%) erau bulgari, cu o minoritate de romi (6,12%). Pentru 2,04% din locuitori nu este cunoscută apartenența etnică.